# 동명사
동명사(動名詞, gerund)는 언어학에서의 준동사의 일종으로, 인구어로 동사가 명사의 기능을 가지고 사용되게 되는 것. 그 때문에, 글 안에서 주어나 목적어가 될 수 있다. 동사로서의 기능도 그대로 가지고 있고, 목적어, 보어, 부사구를 수반할 수 있어 명사구를 형성한다. 또한 목적어에 동명사만을 취하는 동사, to부정사만을 취하는 동사가 있다. 또 여러 형태가 있다. 

## 영어
영어에서는 동사의 원형에 -ing를 붙이고 동명사를 만든다. 현재분사와 동형이지만, 둘 다 진행의 ing의 기원을 갖고있다.
동사의 목적어, 혹은 관용 표현 등에 자주 이용되지만, 그 문법적 성질은 일반적으로 그에 따르는 동사의 성질, 또는 전치사의 의미에 근거한다. 타동사의 목적격에 대해 명확하게 동명사와 부정사가 구별되는 것이 있는 것은, 동명사는 주로 과거, to부정사는 미래의 사상을 나타내는 것에 의한다.

### 예문
- Reading books as many as possible is my great pleasure. (책을 가능한한 많이 읽는 것은 나의 큰 즐거움이다)

- Trying F1 is so fun. (F1에 도전하는 것은 정말 즐겁다)
- I'm thinking about joining the photo club this year.(나는 이번 년도에 사진 동아리에 들어가는 것을 생각하고 있어.)

### 목적어에 동명사를 취하는 동사
부정사도 취하지만 명사적 용법 이외의 용법으로서 사용되는 경우도 포함한다.
- stop
- enjoy
- practice
- escape
- admit
- avoid
- mind
- discuss
- finish
- delay
- imagine
- abominate
- suggest
- postpone
- forgive
- give up
- risk
- resist
- dislike
- deny
- quit

etc.

### 목적어에 to부정사를 취하는 동사
이것들은 일반적으로 목적격 내의 동작이 미래에 행해지는 것부터, 미래를 나타내는 부정사를 수반한다.
- decide
- want
- hope
- plan
- afford
- agree
- refuse
- promise
- learn
- ask
- offer
- prepare
- pretend
- expect
- determine
- happen
- wish
- undertake
- manage
- would like to

etc.

### 동명사와 to부정사로 의미가 바뀌는 동사

#### forget과 remember
이것들 2개의 예는, 동명사는 주로 과거, 부정사는 미래의 사상을 나타내는 것부터 의미의 상위가 태어난다.
- regret도 동명사는 과거, 부정사는 미래의 것을 나타냄.

#### try
동명사는 시험 삼아, 부정사는 노력을 나타낸다.

stop
동명사는 ~를 멈추다, 부정사는 ~을 위해 멈추다

### 관용구 등
- I'm looking forward to meeting you next Sunday at the museum.

(나는 그 박물관에서 다음 주 일요일 만나는 것을 기대하고 있다)
※ 동사구 look forward to는, 전치사 to의 문법적 성질로부터, 부정사가 아니고 명사구 혹은 동명사를 목적어로 취한다.
- on + 동명사 '~하자 마자'

On arriving at the station, I was looking for him. (동명사구, 부사구, 단문)
= On arrival …, … (명사 구문, 전치사구, 부사구, 단문)
= As soon as [The moment, The instant] I arrived …, … (부사절, 복문)
= No sooner had I arrived… than I was looking for him. (부사절, 복문)
= Hardly [Scarcely] had I arrived… when [before] I was looking for him. (부사절, 복문)
'역에 도착하자 마자 그를 찾았다.'
- in + 동명사 '~할 때' (= when)

이것들 in와 on에서의 의미의 상위는 각각의 전치사의 문법적 의미의 상위에 의한다.
- with a view to + 동명사 '~하기 위해서' (= for the purpose of + 동명사, in order [so as] to부정사, in order [so] that절)

I must study hard with a view to [for the purpose of] getting a high score. (고득점을 획득하기 위해서는 열심히 공부하지 않으면 안 된다; 목적)
= I must study hard in order [so] that I may get a high score.
= I must study hard in order [so as] to get a high score.
- for fear of + 동명사 '~하지 않게' (= for fear (that) [lest]절)
- make a point of + 동명사 '~하기로 하고 있다' (= make it a rule to부정사)
- it goes without saying that… (= not to mention…, it is needless to say that…) '~는 말할 필요도 없이'

## 영어 외의 언어에서의 동명사
영어에서는 동명사를 제런드 (gerund)라고 부른다. 이것은 라틴어의 게룬디움 (gerundivum)에 유래하는 문법 용어이다. 게룬디움은 영어와 같이 동명사라고 번역되며 명사로서 부정법이 사용할 수 없는 장면에서 사용된다.
로망스어군에는 라틴어의 게룬디움에 유래하는 명칭을 가진 준동사가 있지 (프랑스어의 제론디프 (gerondif), 이탈리아어의 제룬디오 (gerundio), 스페인어의 헤룬디오 (gerundio) 등)만, 이들은 분사구문 등에서 부사로서만 이용되고 명사로서 이용할 수 없다.
독일어에는 영어의 동명사에 상당하는 준동사는 존재하지 않고, 동사를 명사적으로 이용하는 경우는 원형 부정사나 zu부정사구 등을 사용한다.

## 같이 보기
- 부정사
- 분사
- 품사
- 문법